# Qoşqar Dağı
Qoşqar Dağı är ett berg i Azerbajdzjan.   Det ligger i distriktet Daşkəsən Rayonu, i den västra delen av landet, 300 km väster om huvudstaden Baku. Toppen på Qoşqar Dağı är 3 361 meter över havet.
Terrängen runt Qoşqar Dağı är kuperad åt nordväst, men åt sydost är den bergig. Närmaste större samhälle är Yukhary-Dashkesan, 17,9 km norr om Qoşqar Dağı. 
Trakten runt Qoşqar Dağı består i huvudsak av gräsmarker. Runt Qoşqar Dağı är det ganska glesbefolkat, med 31 invånare per kvadratkilometer.